# Bertil Mademyr
Sven Erik Bertil Mademyr (ursprungligen Johansson), född 15 september 1932 i Madesjö församling i Kalmar län, är en svensk militär.

## Biografi
Bertil Mademyr (då Johansson) började sin tjänst i Flygvapnet som fältflygarelev 1952 och gick ut flygskolan  på Ljungbyhed 1953.  Efter flygtjänst på flera flottiljer och studentexamen vid Försvarets läroverk avlade Mademyr officersexamen vid Krigsflygskolan 1959 och utnämndes samma år till fänrik vid Västmanlands flygflottilj, där han befordrades till löjtnant 1961. Han studerade Tekniska kursen på Flyglinjen vid Militärhögskolan, befordrades 1967 till kapten och tjänstgjorde 1968–1974 i Underrättelseavdelningen vid Försvarsstaben samt befordrades 1972 till major och 1973 till överstelöjtnant. Han var baschef vid Upplands flygflottilj 1974–1976. Åren 1976–1983 tjänstgjorde han åter i Underrättelseavdelningen vid Försvarsstaben, därav som avdelningens chef 1979–1983. År 1983 befordrades han till överste, varefter han var chef för Operationsledningen vid staben i Nedre Norrlands militärområde 1983–1987. Åren 1987–1991 var Mademyr chef för Systemavdelningen i Huvudavdelningen för flygmateriel i Försvarets materielverk, under vilken tid han befordrades till överste av första graden 1990. Han lämnade försvarsmakten 1992.